# バレーボールクウェート男子代表
バレーボールクウェート男子代表は、バレーボールの国際大会で編成されるクウェートの男子バレーボールナショナルチームである。

## 歴史
1964年に国際バレーボール連盟へ加盟。アジア大会やアジア選手権の出場の経験はあるが、オリンピックや世界選手権、ワールドカップの出場はない。

## 過去の成績

### オリンピックの成績
- 出場なし

### 世界選手権の成績
- 出場なし

### アジア選手権の成績
- 1979年 - 7位
- 1983年 - 7位
- 1987年 - 4位
- 1989年 - 5位
- 1993年 - 14位
- 1995年 - 13位
- 1999年 - 14位
- 2007年 - 17位